# Coenosia tripunctiventris
Coenosia tripunctiventris är en tvåvingeart som först beskrevs av Malloch 1922.  Coenosia tripunctiventris ingår i släktet Coenosia och familjen husflugor. Inga underarter finns listade i Catalogue of Life.